# El Palmar (Panama)
El Palmar è un comune (corregimiento) della Repubblica di Panama situato nel distretto di Olá, provincia di Coclé. Si estende su una superficie di 111,3 km² e conta una popolazione di 1.256 abitanti (censimento 2010).